# Alex Rocco
Alexander 'Alex' Federico Petricone Jr. (Cambridge (Massachusetts), 29 februari 1936 – Studio City in Los Angeles, 18 juli 2015) was een Amerikaans acteur. Hij won in 1990 een Primetime Emmy Award voor zijn bijrol als Al Floss in de komedieserie The Famous Teddy Z. Voor diezelfde rol werd hij dat jaar ook genomineerd voor een American Comedy Award. Rocco maakte in 1965 zijn film- en acteerdebuut als Cory Maddox in de actie-thriller Motorpsycho!. In 1972 speelde hij Moe Greene in The Godfather. Hij was behalve in films ook regelmatig te zien in gastrollen in televisieseries, zoals Love Boat, Baretta, The A-Team, Hunter, Mad About You, Magic City, T.J. Hooker en The Golden Girls. Rocco was ook stemacteur. In Batman Year One (2011), A Bug's Life (1998) en in de game Fallout: New Vegas is hij te horen.

## Filmografie
*Exclusief 15+ televisiefilms
| - Scammerhead (2014) - The House Across the Street (2013) - And They're Off (2011) - Batman: Year One (2011) - Now Here (2010) - Ready or Not (2009) - Smokin' Aces (2006) - Jam (2006) - Find Me Guilty (2006) - Crazylove (2005) - The Job (2003) - The Country Bears (2002) - Face to Face (2001) - The Wedding Planner (2001) - The Last Producer (2000) - Dudley Do-Right (1999) - A Bug's Life (1998, stem) - Goodbye Lover (1998) - Just Write (1997) - Dead of Night (1996) - That Thing You Do! (1996) - The Flight of the Dove (1996) - Get Shorty (1995) - The Pope Must Die (1991) - Wired (1989) - Dream a Little Dream (1989) - Lady in White (1988) - Scenes from the Goldmine (1987) - P.K. and the Kid (1987) - Return to Horror High (1987) | - Stiffs (1985) - Gotcha! (1985) - Stick (1985) - Cannonball Run II (1984) - The Entity (1982) - Nobody's Perfekt (1981) - The Stunt Man (1980) - Herbie Goes Bananas (1980) - Voices (1979) - Rabbit Test (1978) - Fire Sale (1977) - Hearts of the West (1975) - A Woman for All Men (1975) - Rafferty and the Gold Dust Twins (1975) - Freebie and the Bean (1974) - Three the Hard Way (1974) - Detroit 9000 (1973) - The Friends of Eddie Coyle (1973) - Slither (1973) - Bonnie's Kids (1973) - Un homme est mort (1972) - Stanley (1972) - The Godfather (1972) - Brute Corps (1971) - Wild Riders (1971) - Blood Mania (1970) - The Boston Strangler (1968) - The St. Valentine's Day Massacre (1967) - Motorpsycho! (1965) |

## Televisieseries
*Exclusief eenmalige gastrollen
- Magic City - Arthur Evans (2012-2013, acht afleveringen)
- The Division - John Exstead Sr. (2001-2004, veertien afleveringen)
- One Life to Live - Christopher Scaletta (2004, twee afleveringen)
- Walker, Texas Ranger - Johnny 'Giovanni Rossini' Rose (2000, twee afleveringen)
- The Simpsons - stem Roger Meyers Jr. (1990-1997, drie afleveringen)
- The George Carlin Show - Harry Rossetti (1994-1995, 27 afleveringen)
- Sibs - Howie Ruscio (1991-1992, 22 afleveringen)
- The Famous Teddy Z - Al Floss (1989-1990, twintig afleveringen)
- The Facts of Life - Charlie Polniaczek (1981-1988, elf afleveringen)
- CBS Summer Playhouse - Arthur (1987, twee afleveringen)
- CHiPs - Ansgar (1980, twee afleveringen)
- Delvecchio - Bernie Carroll (1976-1977, twee afleveringen)
- Starsky and Hutch - Thomas Callendar (1977, twee afleveringen)
- The Godfather: A Novel for Television - Moe Greene (1977, miniserie)
- Harold Robbins' 79 Park Avenue - Frank Millerson (1977, miniserie)
- The Rockford Files - Sherman Royle (1977, twee afleveringen)
- Three for the Road - Pete Karras (1975, dertien afleveringen)
- Batman - Block (1967, twee afleveringen)

## Privé
Rocco trouwde in 1966 met danseres Sandie Elaine Garrett. Met haar kreeg hij dochter Jennifer en zoon Lucien en adopteerde haar eerdere zoon Marc, die filmregisseur, -producent en scenarioschrijver werd. Rocco speelde zelf in zowel diens debuut als regisseur, schrijver én producent (Scenes from the Goldmine) (1987) als in diens tweede film Dream a Little Dream (1989), waarvoor hij ook alle drie de functies vervulde. Marc was als achtjarige samen met Rocco te zien in de misdaadfilm Wild Riders (1971). In 2002 maakte kanker een einde aan het leven van Garrett. Rocco trouwde in 2005 met actrice Shannon Wilcox.
- Biblioteca Nacional de España: XX1561771
- Bibliothèque nationale de France: cb14221400t (data)
- Gemeinsame Normdatei: 1025834267
- International Standard Name Identifier: 0000 0001 1491 1620
- Library of Congress Control Number: nr97036730
- Nationale Bibliotheek van Tsjechië: xx0157246
- SNAC: w64z9m7q
- Système universitaire de documentation: 187508429
- Virtual International Authority File: 46671022
- WorldCat: E39PBJkMMWpRYmmMTYpcPDmw4q